# Vol 011 d'Avianca
El Vol 011 d'Avianca (amb codi de vol AV-011) fou un vol regular que cobrí la ruta Frankfurt-Bogotà via París, Madrid i Caracas al començament de la dècada de 1980.
El 27 de novembre de 1983, un dels Boeing 747 amb els quals es feia el trajecte entre París i Madrid es va estavellar en l'aproximació a l'Aeroport de Madrid-Barajas, al terme municipal de Mejorada del Campo, a 12 quilòmetres de la seva destinació, a les 00:06 GMT (1:06 am hora local).
El dia anterior Avianca havia cancel·lat el trajecte procedent de Frankfurt amb destinació París, el qual va ser cobert per un avió de Lufthansa, ocasionant un retard d'1 hora amb 20 minuts en la sortida del vol d'Avianca cap a Espanya. L'accident va tenir lloc en l'etapa entre París i Madrid, minuts abans de l'aterratge, amb un saldo total de 181 víctimes mortals i 11 supervivents.
Continua sent el segon pitjor accident amb major nombre de víctimes mortals a Espanya, després de les 583 del desastre de Tenerife i el pitjor accident de l'aerolínia colombiana Avianca.
En l'avió van morir Marta Traba, la pianista barcelonina Rosa Sabater, Jorge Ibargüengoitia, Ángel Rama i Manuel Scorza, entre altres personalitats que van ser convidades pel govern colombià per assistir a la Primera Trobada de la Cultura Hispanoamericana. La investigació de l'accident assenyalà "fallada humana" o "error de pilot" com la causa de l'accident, a causa d'errors de navegació i de coordinació dels tripulants, resultant en un impacte de vol controlat contra el terreny.

## Antecedents

### Avió
Es tractava d'un Boeing 747-283B, amb matrícula colombiana HK-2910X, adquirit sota leasing (arrendament financer) per Avianca a l'aerolínia Scandinavian Airlines System (SAS) poc més d'un any abans de l'accident, a l'agost de 1982. L'avió s'havia construït el 1977, amb el nombre de construcció (c/n) 21381/331, i comptava amb 20.811 hores de vol. Fou per tant un avió considerat nou i equipat amb sistemes i instrumentació d'avantguarda per a l'època. A causa de la seva condició d'avió llogat a l'aerolínia escandinava, amb matrícula inicial LN-RNA registrada a Noruega, va ser sobrenomenat, afectuosament pels empleats de Avianca, com a "Olafo" (per Olaf el Viking).
Comptava amb 4 motors turboventiladors d'alt índex de derivació Pratt & Whitney JT9D-70; si bé els primers models de Boeing 747 normalment portaven motors JT9D, la variant -70 va ser una variant particular de la qual es van produir molt pocs motors, en ser part d'un programa de millora continu de tota una línia de variants -7, variants desenvolupades especialment per a millorar les prestacions dels 747-200 i d'alguns -300, a causa de la introducció de les regulacions d'emissió de soroll de les turbines de 3 etapes que comprometia el pes brut màxim permès d'aquests avions en reduir lleugerament l'empenyiment del disseny original de la turbina.Només nou avions Boeing 747 portaven el motor amb variant -70.

### Tripulació
Per tractar-se d'un dels avions insígnia de l'aerolínia en aquella època, l'operació dels Boeing 747 d'Avianca era encarregada a tripulacions seleccionades i altament experimentades. L'avió estava comandat pel Comandant Tuli Hernández, amb 35 anys al servei d'Avianca, acompanyat del Primer Oficial (copilot) Capità Eduardo Ramírez i dels Enginyers de Vol Juan Laverde i Daniel Zota.
Fins al moment de l'accident, el Comandant Hernández tenia un registre de 23.215 hores de vol, 2.432 d'elles en Boeing 747; el Primer Oficial, el Capità Ramírez, totalitzava 4.384 hores, 875 d'elles en Boeing 747; es tractava d'un vol rutinari, per tant coneixien els detalls d'operació i navegació, i cadascun comptava amb un registre d'enlairaments i aterratges en l'aeroport madrileny de diverses desenes de vegades.
Com a hostessa en cap es trobava Sigrun Günther Platzöder (Nuremberg, de 41 anys).

## Accident
Les operacions de vol van començar en la nit anterior, el dissabte 26 de novembre de 1983, amb una demora registrada d'1 hora 20 minuts a causa de la cancel·lació del trajecte de Frankfurt-París, que va motivar l'espera dels 55 passatgers que van ser transportats a la capital francesa pel Vol 116 de Lufthansa des de la República Federal d'Alemanya. L'informe de l'accident declarà operacions normals de pre-vol, i cap anomalia durant la demora que pogués haver influït en l'accident.
El Vol AV-011 es va enlairar de l'Aeroport Charles de Gaulle de París a les 22.25 GMT (11:25 pm hora local) del dia 26 amb destinació a l'Aeroport Madrid-Barajas, transportant 169 passatgers a bord i una tripulació de 19 membres més 4 tripulants addicionals (sense funcions en aquest vol); tenia doncs 192 ocupants en total.
El vol es va programar pels punts de navegació de Sid Vason (París), Llemotges, Pamplona, Barahona i Castejón (Conca), amb Regles de Vol Instrumental (IFR) a una altitud de creuer nivell 370 (FL370: 37.000ft / 11.277 m d'altitud). Segons les anàlisis i càlculs recollits de la recerca, l'avió va seguir la ruta establerta sense contratemps i va efectuar el pla de vol programat.
A les 0:46 am hora local, el Vol 011 va sol·licitar el seu descens, havent-hi contactat el Control de Trànsit Aeri Espanyol quinze minuts abans. Va haver de passar de nivell de vol FL370 al FL190 i esperar autorització per baixar al FL90. Un cop a 9.000 peus procediria al seu descens final d'aproximació i aterratge. Sis minuts després la tripulació va contactar a Aproximació de Madrid, avisant la seva posició (haver passat per Barahona) i demanant autorització per dirigir-se directament a Campo Real -CPL- en comptes de dirigir-se a Castejón -CJN-. CPL era un VOR (radiofar omnidireccional en VHF) des del qual i segons la carta de navegació, es feia el viratge definitiu i es volava a l'altitud establerta per interceptar el marcador de ILS, i d'aquesta manera executar un aterratge guiat per instruments. L'avió va rebre autorització per evitar Castejón.
El Vol 011 de Avianca va continuar trajectòria de descens des de Barahona a Campo Real; no obstant això, l'avió va semblar dirigir-se directament al Marcador Extern (MA) de la pista, executant un viratge 5.8 NM abans d'arribar a CPL; va establir comunicació amb la torre de control, que va autoritzar l'aterratge a la 1:03 am. Tres minuts després va ocórrer la catàstrofe.
El Boeing 747 va impactar contra el terreny tres vegades consecutives a les 0:06 GMT (1:06 am hora local) del 27 de novembre de 1983, amb tren d'aterratge desplegat i flaps configurats per a aproximació, en Mejorada del Campo, a 12 km al sud-oest de l'Aeroport Madrid-Barajas. Dels 192 ocupants només va haver-hi 11 supervivents.

## Investigació
La recerca va ser duta a terme per l'agència governamental espanyola CIAIAC. La CIAIAC (Comisión de Investigación de Accidentes e Incidentes de Aviación Civil) és l'organisme oficial encarregat de realitzar la investigació dels accidents i incidents d'aviació civil que es produeixen en territori espanyol. Aquesta comissió va ser notificada de l'accident a la 1:40 am, moment al qual, seguint el procediment indicat per la OACI, va comunicar l'accident als països de matrícula i fabricació de l'aeronau, Colòmbia i els Estats Units respectivament.
L'informe oficial de l'accident va ser emès per la CIAIAC amb el codi A-042/1983, titulat "Informe Tècnic de l'Accident Sofert per l'Aeronau Boeing 747-283B, Matrícula HK-2910, a 12 KM. de l'Aeroport de Madrid-Barajas el dia 27 de novembre de 1983". Aquest document és el veredicte oficial de les autoritats competents, producte de la investigació realitzada per aquest organisme i de conformitat amb la normativa de la OACI per a aquest tipus de successos.

### Localització geogràfica
El lloc de l'impacte en Mejorada del Campo era una zona agrícola amb accés limitat per camins rurals; no es van produir més víctimes que les dels ocupants de l'avió. A causa de la naturalesa de la col·lisió, el Boeing 747 va fer un gir sobre si mateix en el tercer impacte, cadascú sofert contra un de tres turons consecutius. El posterior incendi de les restes de l'aparell va trigar dues hores a ser extingit pels organismes de socors, que van aconseguir arribar al lloc 20 minuts després de ser avisats de l'accident.

### Registres de Vol
Els registradors de vol (caixes negres) van poder ser recuperats en bones condicions el mateix dia de l'accident, per a la seva posterior anàlisi, feta per la CIAIAC. L'informe final indicà que el Registrador Digital de Dades de Vol (DFDR o Digital Flight Data Recorder) va registrar 64 paràmetres durant els últims 5 minuts de vol, mentre que del Registrador de Veus de Cabina (CVR o Cockpit Voice Recorder) només va poder ser usat un dels quatre canals d'enregistrament. El CVR enregistrava quatre canals d'àudio: 1) el que el Comandant sentia a través dels seus auriculars; 2) les converses del Comandant, Copilot i Enginyer de Vol pels seus micròfons; 3) el que el Copilot sentia a través dels seus auriculars; 4) les veus i so d'ambient de la cabina. Va ser aquest últim canal l'únic a poder ser analitzat per les autoritats, a causa de la inoperància dels tres primers.

### Informació mèdica i patològica
Les causes de la defunció de les 181 víctimes mortals van ser els traumatismes múltiples de l'impacte, l'incendi i producció de gasos tòxics, o una combinació de tots dos; els supervivents eren passatgers que van ser projectats fora de l'avió durant els dos primers impactes, juntament amb altres dos ocupants que van escapar pels seus propis mitjans en l'única part del fuselatge que no va col·lapsar-se amb la inversió de l'avió, i abans que l'avió comencés a incendiar-se després del tercer impacte.

### Anàlisi de la investigació
La investigació va revelar que el vol es va exercir en circumstàncies normals, sense cap anomalia o falla en l'avió o el seu manteniment, ni tampoc en els equips en terra (radioajudes, antenes, radars, etc.). Es van descartar problemes de condicions meteorològiques o visibilitat, i es va comprovar que va haver-hi una comunicació efectiva a la tripulació sobre aquestes. Per tant, l'estudi es va centrar en l'anàlisi de les converses i comunicacions de la tripulació amb la finalitat d'establir els factors humans que van incidir en el desenvolupament de l'accident.
En efecte, malgrat els inconvenients tècnics presentats en l'anàlisi del registrador de veus de cabina, van poder reconstruir-se la majoria de les comunicacions de la tripulació amb els diferents controladors aeris durant l'última fase del vol, contrastades amb els registres externs (és a dir, amb els enregistraments disponibles de les comunicacions sostingudes pels diferents controladors), i les dades operacionals registrades en el registrador digital de dades de vol.
Aquestes revelen que la tripulació va ometre la comunicació d'estar passant sobre el punt de navegació de Pamplona, i el Primer Oficial aparentment va tenir problemes en seleccionar freqüències de navegació o determinar distàncies, que van ser corregides pel Comandant; si bé aquesta no és la causa determinant de la tragèdia, és un factor que va permetre comprendre la naturalesa de l'accident.

### Cronologia
23.46.30 GMT
El Vol 011 sol·licita el descens a Madrid Centre (Madrid-ACC). Són autoritzats a baixar des de FL370 a FL190, per descendir després de FL190 a FL90 (9.000 ft). Sis minuts més tard (22:52) contacten a Aproximació de Madrid (APP) comunicant el seu pas per Barahona (BAN) i demanant ometre el punt de navegació Castejón (CJN) per passar directament al VOR de Madrid (Campo Real, CPL).
Durant aquest període la recuperació de les converses de cabina mostra que el Comandant sembla dubtar i rectificar en diverses ocasions les lectures que fa el Primer Oficial de la carta de navegació, incloent-hi la inserció de freqüències i coordenades de navegació en el computador de vol (Sistema Inercial de Vol, INS', sigles de l'expressió en anglès, Inertial Navigation System).
23.58.30 GMT
A punt d'arribar als 9.000 ft fan la comprovació d'aproximació a la Pista 33; és en aquest moment quan el Primer Oficial determina que, després de baixar de 4.000ft (altitud assignada per Madrid APP) l'altitud d'intercepció del marcador ILS és de 2.300ft, quan en realitat era de 3.200 ft (confonent els milers amb centenes, intercanviant els dígits 2 i el 3); malgrat que en ocasions anteriors el Comandant havia verificat la informació subministrada pel Primer Oficial, aquesta vegada dona aquesta dada com a vàlida i no ho verifica en la seva pròpia carta. Es disposen a interceptar l'ILS en una cota 900 ft (274 m) per sota de la indicada en la carta d'aproximació.
00.03.29 GMT
Madrid Aproximació anuncia que s'apropen a CPL i dona la freqüència de ràdio de Madrid Torre; la tripulació confirma la informació, s'acomiada i canvia de freqüència. És en aquest moment quan, faltant 5.8NM per arribar a CPL, el Avianca 011 fa un gir per dirigir-se a MA, una radioajuda situada a prop del Marcador Extern de la Pista 33 de l'Aeroport Madrid-Barajas; sobre aquest tema l'informe indica:
«Aquest moment és crucial en la cadena d'esdeveniments, perquè resumeix els factors que van influir en l'accident: altitud per sota dels límits establerts i de seguretat mínima de la zona, iniciació d'una maniobra abans d'hora; a més el Comandant ordena abaixar el tren d'aterratge abans d'hora (segons el procediment indicat) per tal de reduir la velocitat de l'avió, encara que la seva velocitat o rati de descens era dins dels límits normals; no és possible determinar que la tripulació tingués pressa per aterrar, però s'assenyala com un error dins d'una seqüència preestablerta d'operacions. També es registra una desconnexió momentània del pilot automàtic durant el viratge, que ocorre de forma anticipada.»
00.06.05 GMT
El GPWS (Ground Proximity Warning System o Sistema d'Alarma de Proximitat al Terreny) comença a sonar. Aquest sistema funciona amb les dades recopilades dels instruments i la detecció d'un Radar Altímetre, i està dissenyat per alertar les tripulacions sobre situacions potencialment perilloses de col·lisió contra el terreny o obstacles. És una alerta crítica que indica als pilots del Vol 011 de Avianca que l'avió està en curs de col·lisió. Les dades recopilades de les caixes negres revelen que la tripulació no va realitzar cap acció correctiva que permetés que l'alarma s'apagués, és a dir, que la tripulació no va evitar una col·lisió eminent malgrat percebre una alarma crítica per espai de 15 segons.
00.06.19 GMT
Quinze segons després que s'encengués l'alerta crítica del GPWS, amb una velocitat registrada de 139 nusos (258 km/h), rumb 284°, velocitat vertical de -1.016 ft/min i una altitud de 2.249 peus, amb trens d'aterratge desplegats i 20° de flaps, l'avió fa el primer impacte contra el terreny, amb el tren d'aterratge principal dret i la punta d'ala d'aquest costat, que va tallar un arbre a la meitat. Es registra una acceleració instantània i retracció dels spoilers (frens aeronàutics, en posició d'armats), la qual cosa indica que els sistemes d'alerta del Boeing 747 van actuar com si es tractés d'un enlairament insegur. El segon impacte ocorre tres segons després, és a dir, que l'avió va passar a ser incontrolable per la tripulació. Un últim impacte condemna l'aeronau, que bolca cap endavant, s'esbocina, col·lapsa i s'incendia.

### Conclusions de laCIAIAC
La investigació de l'accident va concloure que es va deure a falla humana (error de pilot) a causa de procediments en la navegació d'aproximació realitzats de forma incorrecta. La tripulació no va seguir correctament les indicacions de la carta d'aproximació de l'aeroport, confonent alguns punts finals de navegació i l'altitud d'intercepció del marcador ILS, per la qual cosa l'avió va descendir abans d'hora -per sota de l'altura de seguretat mínima de la zona- en una trajectòria errònia, resultant en un accident de vol controlat contra el terreny en estavellar-se contra tres turons successius, quan mancaven pocs minuts per l'aterratge, que ja comptava amb autorització dels controladors de vol.
Va representar la 12a pèrdua d'un 747,el segon accident amb més víctimes mortals a Espanya i continua sent el pitjor accident en la història de Avianca (fundada el 1919 com SCADTA) i de qualsevol empresa d'aviació colombiana.

## Víctimes notables
Entre els passatgers que van abordar el Vol 011 de Avianca, es trobaven convidats a la «Primera Trobada de la Cultura Hispanoamericana» destacats escriptors i crítics de la cultura, convidats pel president colombià de l'època, Belisario Betancur. Entre d'altres, hi eren:
- Rosa Sabater, pianista espanyola, guardonada amb el Premi Creu de Sant Jordi poc abans de l'accident.
- Marta Trava, reconeguda escriptora i crítica d'art de nacionalitat argentí-colombiana.
- Ángel Rama, escriptor i destacat assagista uruguaià, cònjuge de Marta Trava.
- Jorge Ibargüengoitia, escriptor, assagista i periodista mexicà radicat a París.
- Manuel Scorza, novel·lista, poeta i editor peruà de la Generació del 50.